# Arc (Provence)
De Arc is een rivier in het zuiden van Frankrijk. Hij ontspringt bij Pourcieux, stroomt door Aix-en-Provence en mondt uit in het Étang de Berre, dat op zijn beurt en verbinding heeft met de Middellandse Zee.
Het stroomgebied omvat delen van de departementen Var en Bouches-du-Rhône, regio Provence-Alpes-Côte d'Azur.
- Library of Congress Control Number: sh85006479
- Nationale Bibliotheek van Israël: 987007294837805171
- Virtual International Authority File: 315145693